# Ovatocupes alienus
Ovatocupes alienus is een keversoort uit de familie Cupedidae. De wetenschappelijke naam van de soort is voor het eerst geldig gepubliceerd in 2006 door Tan & Ren.